# Finn Harps FC
El Finn Harps Football Club és un club de futbol irlandès de la ciutat de Ballybofey.

## Història
El Finn Harps es formà el 1954 com un club júnior. El seu nom prové del riu Finn, que creua la ciutat, i de l'arpa (harp), símbol tradicional irlandès. El club guanyà la copa de la FAI júnior el 1968 i l'any següent fou escollit membre de la lliga irlandesa. Després d'uns primers anys fluixos l'equip agafà força als 70. El seu primer títol com a sènior fou la Dublín City Cup, el 1971–72. Dos anys més tard guanyà la Copa irlandesa de futbol, el seu major trofeu fins avui (2007).

## Palmarès
- Copa irlandesa de futbol: 1
  - 1973–74
- First Division: 1
  - 2004
- FAI Junior Cup: 1
  - 1967–68
- Dublín City Cup: 1
  - 1971–72
- Irish News Cup: 1
  - 1998–99[2]